# خلايا حبيبية

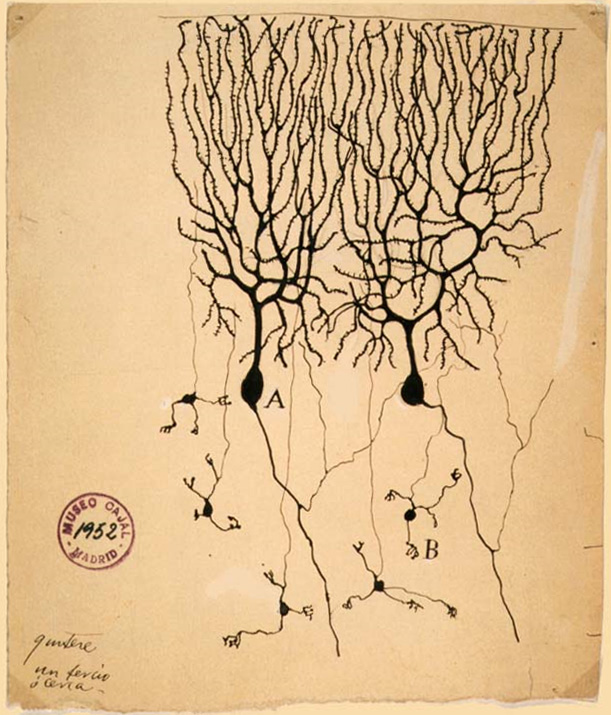
رسم خلية بركنجي (A) والخلايا الحبيبية (B) من مخيخ الحمام بواسطة سانتياغو رامون إي كاخال ، 1899. معهد سانتياغو رامون إي كاخال ، مدريد ، إسبانيا.

الخلايا الحبيبية تسمية تطلق على أنواع مختلفة من العصبونات التي تمتاز بأجسام خلوية صغيرة للغاية. توجد الخلايا الحبيبية في الطبقة الحبيبية في المخيخ، والتلفيف المُسنّن في الحُصين، والطبقة السطحية من النواة القوقعية الظهرية، والبصلة الشمية، والقشرة المخية.
تشكل الخلايا الحبيبية المخيخية معظم العصبونات الموجودة في الدماغ البشري. تستقبل الخلايا الحبيبية التنبيهات الواردة من الألياف المطحلبة الصادرة من النوى الجسرية. تبرز الخلايا الحبيبية عبر طبقة بوركنجي إلى الطبقة الجزيئية حيث تتفرع إلى ألياف متوازية تنتشر في التفرعات الشجرية لخلايا بوركنجي. تشكل هذه الألياف المتوازية آلاف المشابك الاستثارية بين خلايا بوركنجي والخلايا الحبيبية نحو التفرعات المتوسطة والبعيدة لألياف بوركنجي وتستخدم الغلوتامات بوصفه الناقل العصبي فيها.
تستقبل طبقة الخلايا الحبيبية 4 في القشرة المخية الوارد من المهاد وترسل الألياف الإسقاطية إلى الطبقتين فوق الحبيبية 2-3، وإلى الطبقتين تحت الحبيبية في القشرة المخية.

## البنية
الخلايا الحبيبية في مناطق الدماغ المختلفة متنوعة وظيفيًا وتشريحيًا: تشترك هذه الخلايا بصغر حجمها فقط. فمثلًا، الخلايا الحبيبية في البصلة الشمية هي خلايا تعتمد على مستقبلات غابا وعديمة المحور العصبي، في حين تكون الخلايا الحبيبية في التلفيف المُسنن مزودة بمحاور إسقاط تعتمد على مستقبلات الغلوتامات. هاتان المجموعتان من الخلايا الحبيبية هما المجموعتان الكبيرتان الوحيدتان اللتان تخضعان للتخلق العصبي عند الكبار، لا تبدي الخلايا الحبيبية المخيخية أو القشرية هذه الميزة. تمتلك الخلايا الحبيبية (باستثناء خلايا البصلة الشمية) البنية النموذجية للخلايا العصبية التي تتكون من الزوائد الشجرية وجسم الخلية والمحور العصبي.
الزوائد الشجرية: لكل خلية حبيبية 3 - 4 زوائد شجرية قصيرة تنتهي بمخلب. يبلغ طول الزائدة الشجرية نحو 15 ميكرومتر فقط.
الجسم: قطر الخلايا الحبيبية صغير يبلغ نحو 10 ميكرومتر.
المحور: ترسل كل خلية حبيبية محورًا واحدًا نحو شجرة من تفرعات خلية بوركنجي واحدة. قطر المحور ضيق للغاية يبلغ 0.5 ميكرومتر.
المشبك: يشتبك نحو 100- 300,000 محور عصبي صادر من الخلايا الحبيبية بخلية بوركنجي واحدة.
يسمح وجود الموصلات الفجوية بين الخلايا الحبيبية باقتران خلايا عصبية متعددة وهو ما يسمح لخلايا متعددة بالعمل على نحو متزامن ويسمح بأداء الوظائف التنبيهية اللازمة لتطور الخلية الحبيبية.
الخلايا الحبيبية المخيخية
توجد الخلايا الحبيبية، التي تنتجها الشفة المُعيَنية، في طبقة الخلايا الحبيبية في قشرة المخيخ. وتكون صغيرة وكثيرة. وتتميز بأجسام صغيرة جدًا وزوائد شجرية قصيرة ومتعددة ذات نهايات مخلبية الشكل. عند رؤيتها في المجهر الإلكتروني النافذ، تمتاز هذه الخلايا بنواة مصطبغة بلون غامق ومحاطة بحافة رقيقة من الهيولى. يبرز المحور إلى الطبقة الجزيئية حيث ينقسم لتشكيل الألياف المتوازية.